# Ксавер Курманн
Ксавер Курманн (29 серпня 1948) — швейцарський велогонщик.
Срібний призер Олімпійських Ігор 1972 року в індивідуальній гонці переслідування, бронзовий призер 1968 року в індивідуальній гонці переслідування.
Чемпіон світу з трекових велоперегонів 1969 (індивідуальна гонка переслідування), 1970 (індивідуальна гонка переслідування) років, срібний призер 1968 року в індивідуальній гонці переслідування.
Бронзовий призер Чемпіонату світу з велоперегонів на шосе 1969 року в роздільній командній гонці.